# Нова українська література
Нова українська література — період в історії української літератури, що охоплює  XIX століття і характеризується становленням нової, ближчої і зрозумілішої для народу літератури.

## Періодизація
Виділяють чотири періоди розвитку нової української літератури:
- Кінець XVIII ст. — 1830-ті — розвивається просвітительский реалізм, сентименталізм. Формуються нові провідні жанри поезії, прози та драми. Саме в цей період розвивалась літературна українська мова.
- 1840—1860-ті — розвивається романтизм. З'являються твори Тараса Шевченка. Зародження літературної критики (Пантелеймон Куліш)
- 1870—1890-ті — зародження натуралізму. З'являється журналістика та публіцистика.
- Кінець XIX — початок ХХ — квітне модернізм.

## Передумови розвитку нової літератури
Кінець XVIII — початок XIX століття — час, коли завершується процес ліквідації будь-яких ознак державності України. Після запровадження кріпацтва, знищення освіти в Україні, заборона «Букваря», запровадження російської мови у навчальних закладах.
Становлення нової літератури співвідносилось із формуванням модерної української нації. Оскільки більша частина етнічних українських територій у цей час була перетворена на одну з провінцій Російської імперії, то першою формою національної свідомості став місцевий, крайовий патріотизм, який передбачав наголошування на мовній, культурній, етнографічній тощо своєрідності українців. За таких умов література мусила виконувати ряд не властивих мистецтву слова функцій. Фактично вона стала одним із важливих чинників вираження й водночас формування національної свідомості.